# CirKus
A CirKus egy Svédországban élő angol trip-hop együttes, amelyet Cameron McVey (Burt Ford), Matt Kent (Karmil), Lolita Moon és Neneh Cherry alapított.

## Történet
Matt Kentet (ismertebb nevén Karmilt), a DJ-t a híres producer, Cameron McVey (Massive Attack, Portishead, Tricky, Neneh Cherry) toborozta hangmérnök asszisztensnek. A saját projektjüket Karmil saját londoni stúdiójában kezdték tető alá hozni. McVey énekelt, s új művésznevet is választott (Burt Ford). Karmil, barátnőjét, Lolita Moont és McVey feleségét, Neneh Cherryt is felkérte, hogy énekeljenek egy pár számban. A csapat nem sokkal ezután Svédországba, Malmö környékére költözött, jelenleg Stockholmban élnek.
2006-ban kiadták a debütalbumukat, a laylowt.

## Tagok
- Burt Ford/Cameron McVey: billentyűk, vokál
- Karmil/Matt Kent : DJ, gitár, programozás, billentyűk
- Lolita Moon: billentyűk, vokál
- Neneh Cherry: vokál/rap

## Diszkográfia

### Albumok
- laylow (2006)

### Maxik
- Starved (2006)
- Is What It Is (2006)